# Ornella Vanoni
Ornella Vanoni (n. 22 septembrie 1934, Milano, Regatul Italiei) este o cântăreață și actriță italiană. Supranumită doamna cântecului italian[1], este unul dintre artiștii italieni cu  cariera cea mai îndelungată. Interpretând 112 de lucrări (albume, discuri și colecții), este considerată printre cei mai mari interpreți ai muzicii ușoare italiane, fiind în același timp și unul din cântăreții cu cel mai mare număr de discuri vândute, în jur de 55 milioane de discuri.
În 1964 a câștigat Festivalul cântecului napolitan cu „Tu si na cosa grande”. În anii următori, a participat la diferite ediții ale Festivalului de la Sanremo cu lucrările „Abbracciami forte” (1965), „Io ti darò di più” (1966), „La musica è finita” (1967), „Casa Bianca” (1968) și „Eternità” (1970).

## Discografie

### Albume
- 1961 - Ornella Vanoni
- 1963 - Le canzoni di Ornella Vanoni
- 1965 - Caldo
- 1966 - Ornella
- 1967 - Ornella Vanoni
- 1968 - Ai miei amici cantautori
- 1969 - Io sì - Ai miei amici cantautori n.2
- 1972 - Un gioco senza età
- 1973 - Ornella Vanoni e altre storie
- 1973 - Dettagli
- 1974 - Quei giorni insieme a te
- 1974 - A un certo punto...
- 1974 - La voglia di sognare
- 1975 - Uomo mio bambino mio
- 1976 - La voglia la pazzia l'incoscienza l'allegria
- 1976 - Amori miei
- 1976 - Più
- 1977 - Io dentro
- 1977 - Io fuori
- 1978 - Vanoni
- 1980 - Ricetta di donna
- 1981 - Duemilatrecentouno parole
- 1983 - Uomini
- 1986 - Ornella &...
- 1987 - O
- 1989 - Il giro del mio mondo
- 1990 - Quante storie
- 1992 - Stella nascente
- 1995 - Sheherazade
- 1997 - Argilla
- 2001 - Un panino una birra e poi...
- 2001 - E poi... la tua bocca da baciare
- 2002 - Sogni proibiti - Ornella e le canzoni di Bacharach
- 2003 - Noi, le donne noi
- 2004 - Ti ricordi? No non mi ricordo
- 2007 - Una bellissima ragazza
- 2008 - Più di me
- 2009 - Più di te
- 2013 - Meticci (Io mi fermo qui)
- 2018 - Un pugno di stelle
- 2021 - Unica